# Hummer
Hummer je ime američkog marke terenskih vozila automobilističkog koncerna General Motorsa iz Detroita.

## Modeli

### Hummer H1
Proizvodnja modela H1 počela je 1992. godine, napravljen je po uzoru na M998 High Mobility Multipurpose Wheeled Vehicle (ili odmilja Humvee), tvrtke AM General. Proizvodnja H1 modela prestala je 2006. godine, a bio je namijenjen za američku vojsku. Odlikovali su ga pogon na sva 4 kotača, podvozje 40 cm od tla, mogućnost savladavanja uspona do 60 stupnjeva te mogućnost vožnje kroz vodu do visine 76 cm.

## Vanjske poveznice
- Webstranica tvrtke  Arhivirana inačica izvorne stranice od 19. kolovoza 2011. (Wayback Machine)